# Joseph Tonda
Joseph Tonda, né en 1952, est un sociologue et anthropologue gabonais-congolais.

## Biographie
Spécialiste des cultures, sociétés et politiques congolaise et gabonaise, il est professeur de sociologie à l'université Omar-Bongo de Libreville. Il intervient aussi régulièrement comme formateur à l'École des hautes études en sciences sociales (EHESS), à Paris.
Joseph Tonda est titulaire d'un doctorat, obtenu à l'université de Grenoble, et d'habilitation à diriger des recherches, obtenue en 2003 à l'EHESS.
Il est notamment l'auteur de l'ouvrage Le souverain moderne, une analyse de l'État moderne en Afrique centrale équatoriale ; par une analyse profonde de la puissance qui gouverne, de l'intérieur, les multitudes africaines, les sujets qui les composent autant que ceux qui les dirigent, et la violence multiforme qui s'exerce sur les corps et les imaginaires depuis la colonisation jusqu'à l'ère post-coloniale.

## Publications

### Ouvrages
- La guérison divine en Afrique centrale. Paris : Karthala, 2002[4].
- Le souverain moderne : le corps du pouvoir en Afrique centrale, Congo et Gabon. Paris : Karthala, collection Hommes et Sociétés, 2005.
- Les églises et la société congolaise aujourd'hui, économie religieuse de la misère en société postcoloniale, eds. Joseph Tonda and Jean-Pierre Missie, L'Harmattan, collection Études africaines, 2007.
- L'impérialisme postcolonial, critique de la société des éblouissements. Paris : Karthala, collection Les Afriques, 2015.

### Articles
- Enjeux du deuil et négociation des rapports sociaux de sexe au Congo, In Cahiers d'études africaines 157. 2000[5].
- “Le syndrome du prophète, Médecines africaines et précarités identitaires,” In Cahiers d'études africaines 161. 2001[6].
- “Des affaires du corps aux affaires politiques: le champ de la guérison divine au Congo,” In Social Compass 48:403, 2001[7].
- “Entre communautarisme et individualisme : la 'tuée tuée', une figure-miroir de la déparentélisation au Gabon,” In Sociologie et sociétés, 39:2 (2007) : 79-99.
- ″La violence de l'imaginaire des enfants-sorciers″, Cahiers d'études africaines 189-190.2008[8].
- “Omar Bongo Ondimba, Paradigme du Pouvoir Postcolonial”, Politique africaine, no. 114, juin 2009.
- “Le Mausolée Brazza, corps mystique de l'État congolais ou corps du négatif'”, In Cahiers d'études africaines 198-199-200. 2010[9].
- Pentecôtisme et 'contentieux matériel' transnational en Afrique centrale. La magie du système capitaliste, in Social Compass 58:1 (2011) 42-60.
- Penser contre l’impérialisme noir, In Revue Dé(s)générations no 23, Prévoir avec l'Afrique, agir dans le monde qui vient (dir. Arnaud Zohou), mai 2015[10].